# Awalokiteśwara

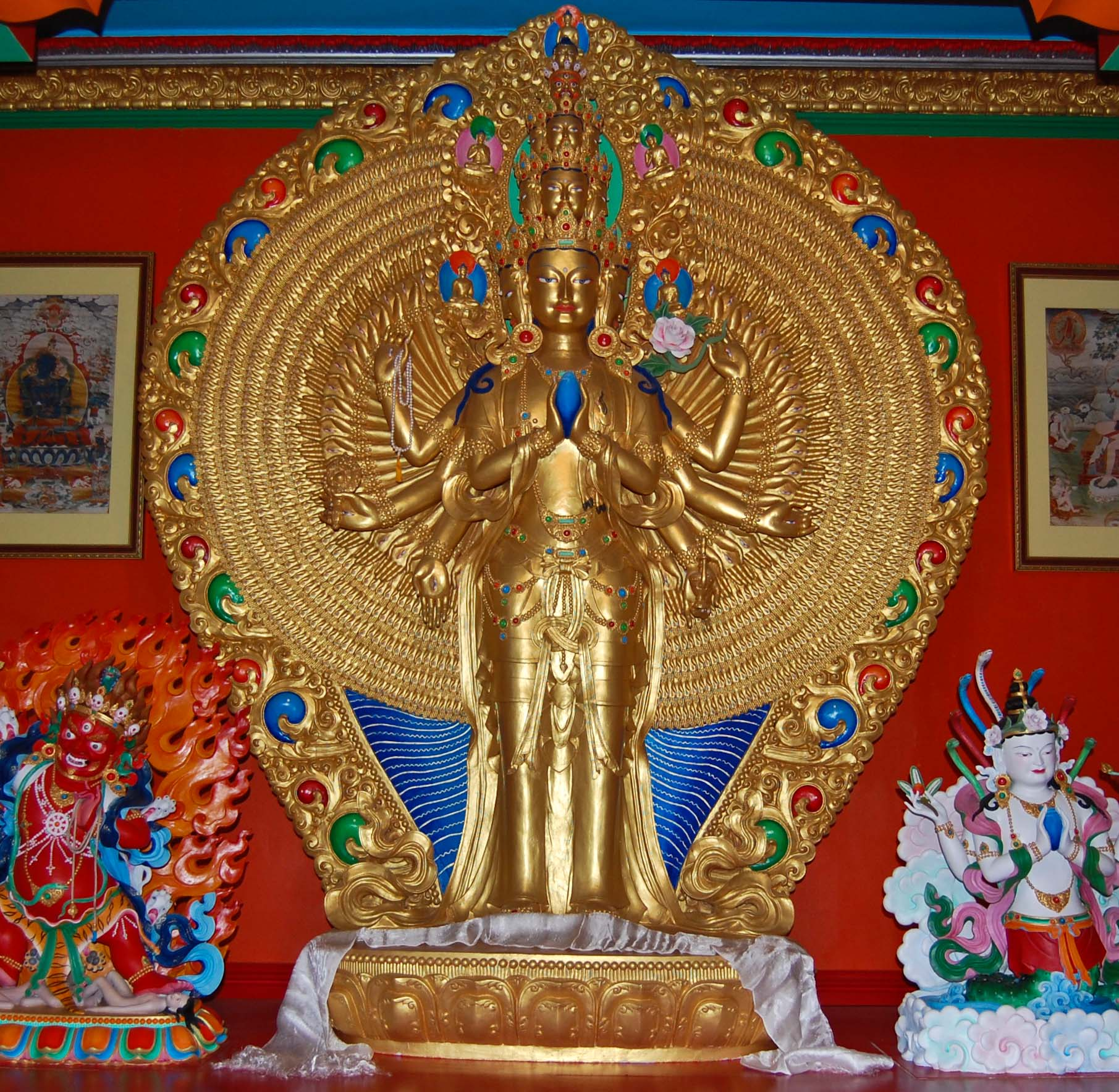
Avalokitesvara z tysiącem ramion

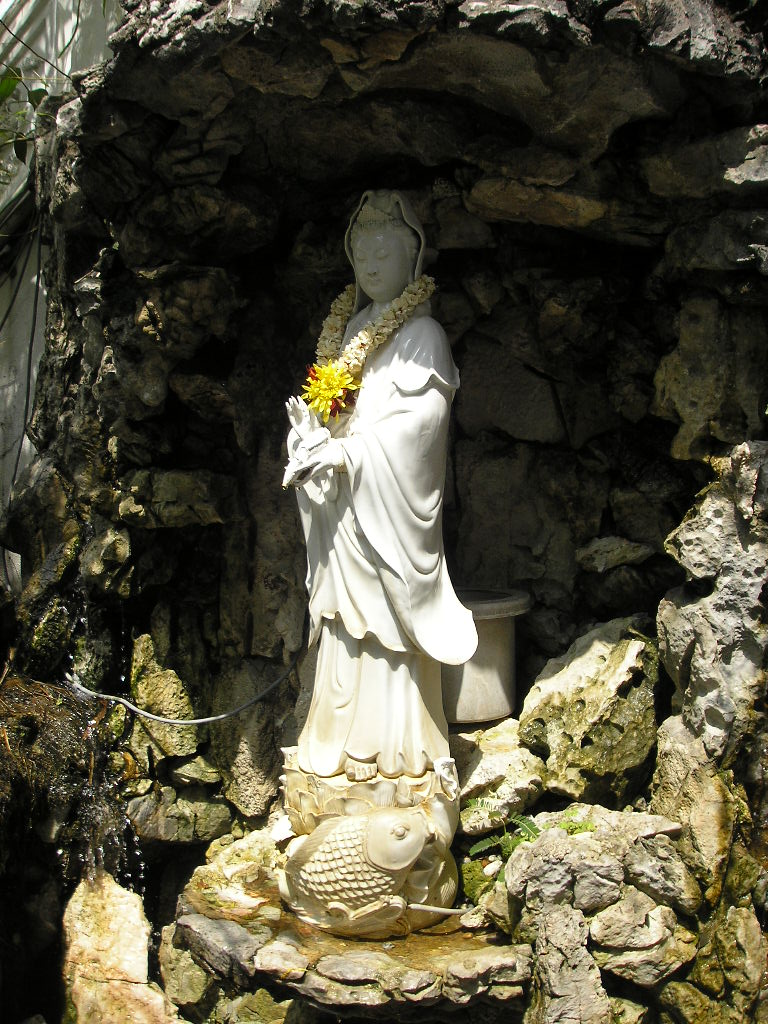
Bogini Guanyin, Kuala Lumpur

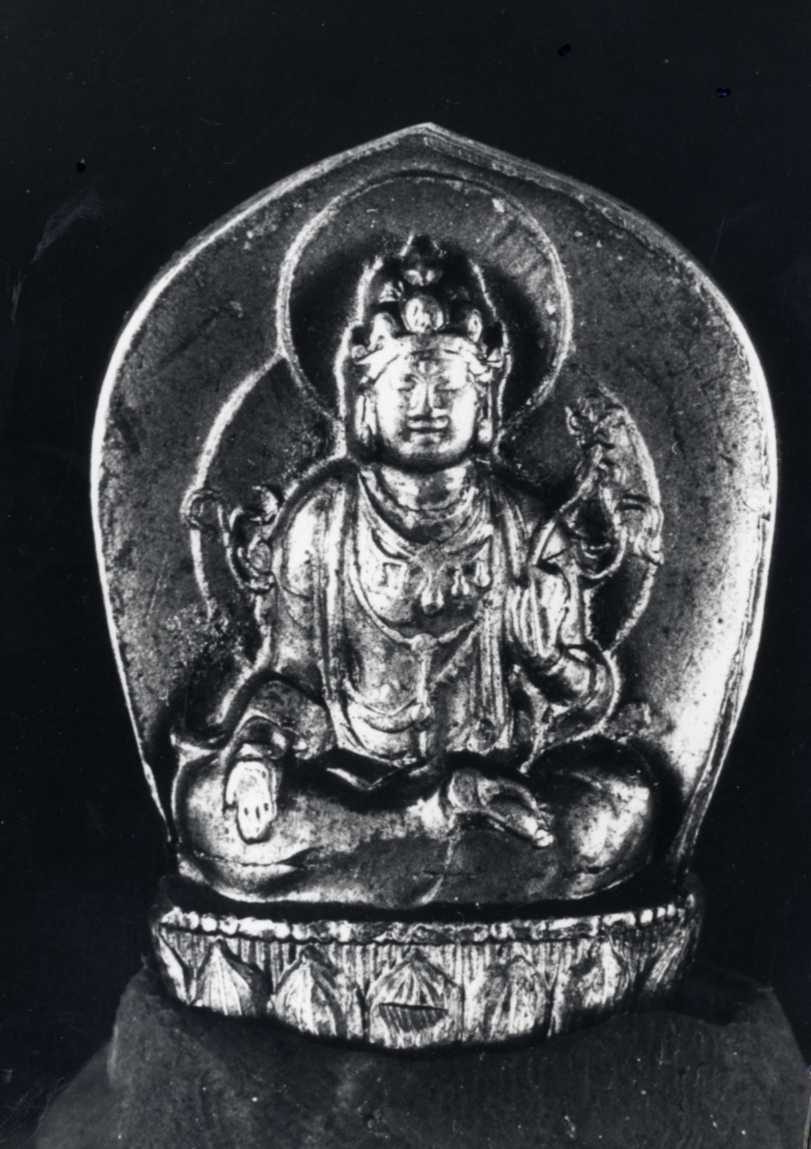
Płaskorzeźba Bodhisattwa Avalokiteśwara, Japonia, 2 poł XX w., Muzeum Azji i Pacyfiku w Warszawie

Awalokiteśwara (skt. अवलोकितेश्वर trl. Avalokiteśvara, ang. Avalokiteshvara, dosł. Pan patrzący w dół ([na świat], tzn. ze współczuciem); tyb. སྤྱན་རས་གཟིགས།, Wylie: spyan ras gzigs, wymowa: Czenrezig lub Cienrezig – jest jednym z najważniejszych bodhisattwów w buddyzmie mahajany i wadżrajany, uosabiającym współczucie.

## Avalokiteśwara w buddyzmie tybetańskim
W wadżrajanie praktyka związana z tym aspektem buddy rozwija współczucie i prowadzi medytującego do stanu buddy. Jego imię bywa niekiedy tłumaczone jako „Słuchający płaczów świata”, „Kochające Oczy”. Istnieje wiele form Avalokiteśvary, lecz podstawowa i najbardziej popularna to czteroramienny budda o kolorze kryształu siedzący w pozycji medytacyjnej, w lewej ręce trzymający kwiat lotosu a w prawej malę. 
Adepci buddyzmu tybetańskiego uważają, że kolejnymi inkarnacjami Avalokiteśwary są Dalajlamowie (szkoła Gelugpa) i Karmapowie (szkoła Kagyupa).

## Avalokiteśwara w buddyzmie dalekowschodnim
W Chinach od ok. IX wieku czczona jest żeńska forma bodhisattwy współczucia, bogini Guanyin (觀音, pinyin: Guānyīn) lub Guanshiyin 観世音. Formy te przyjęły się w buddyzmie koreańskim, północnowietnamskim i japońskim (jap. Kannon 観音, lub Kanzeon 観世音; kor. Kuanŭm 관음 lub Kuanseŭm bosal 관세음보살; wiet. Quan Âm lub Quan Thế Âm Bồ Tát). Guanyin jest skrótem od Guanshiyin i oznacza dosłownie „Postrzegająca Dźwięki Świata”.

## Historia
Dokładnie nie wiadomo, kiedy rozpoczął się kult Awalokiteśwary w Indiach. Prawdopodobnie po raz pierwszy imię tego bodhisattwy pojawia się w Suvarṇaprabhāsa sūtra, jednak trudno określić datę powstania tej sutry. Na pewno istniała już w I w. skoro jeden z pierwszych propagatorów buddyzmu w Chinach – Kāśyapa Mātaṇga – prowadził dyskusję na temat tej sutry jeszcze w Indiach, przed przybyciem do Chin. 
W północnych Indiach kult tego bodhisattwy rozwinął się ok. III w i osiągnął apogeum w VII w. Notują to w swoich dziełach chińscy podróżnicy po Indiach – Faxian i Xuanzang. Obaj zresztą darzyli Awalokiteśwarę wielkim szacunkiem. Jednak od VIII w. buddyzm zaczął tracić w Indiach popularność i po zniszczeniach ostoi buddyzmu – klasztorów – przez muzułmanów, praktycznie w XII w. zniknął.
Kult Awalokiteśwary został w połowie VII w. wprowadzony do Tybetu przez króla Songcena Gampo. Wkrótce stał się tam najpopularniejszym ze wszystkich buddów i bodhisattwów. Traktowano go i traktuje się go dalej jako przedstawiciela Buddy i strażnika wiary buddyjskiej.
Zarówno w Indiach jak i w Tybecie Awalokiteśwara był zawsze przedstawiany pod postacią męską. Gdy bodhisattwa ten został wprowadzony do Chin, również obdarzony był męską postacią. Faxian i Xuanzang także nie znali go jeszcze w postaci żeńskiej. Jednak prawdopodobnie pierwsze wyobrażenia Awalokiteśwary w postaci żeńskiej pojawiły się w Chinach w VII w. a w wieku XII były już powszechne – także w Korei i Japonii. 
Ilość wyobrażeń poszczególnych buddów i bodhisattwów przedstawionych np. w grotach Longmen, informuje o ich popularności w różnych okresach. Znajduje się tam najwięcej wyobrażeń Buddy Amitabhy – 222. Awalokiteśwara jest reprezentowany przez 197 wyobrażeń. Budda Siakjamuni występuje w 94 wyobrażeniach, a Maitreja – w 62.
Maitreja największą popularnością cieszył się na początku VI w. jednak bardzo szybko, bo jeszcze przed połową tego wieku, popularność Awalokiteśwary przewyższyła kult Maitrei. Wiek VII to już całkowity tryumf Amitabhy i Awalokiteśwary; ilość ich wyobrażeń przewyższa kilkakrotnie wyobrażenia Siakjamuniego i Maitrei.
Na powstanie żeńskiej formy tego bodhisattwy złożyły się dwie postacie; jedna z panteonu tybetańskiego, druga z legendy chińskiej. W buddyzmie tybetańskim boską emanacją bodhisattwy Awalokiteśwary jest Tara, która jest bóstwem żeńskim. Legenda chińska związana była z Miao Shan – mniszką-księżniczką.
```
                         
Schemat powstania żeńskiej formy bodhisattwy

     
                           
BODHI

                             ↓
                      
BUDDA 
AMITABHA

         (pierwotne wcielenie zasady współczucia)
                             ↓
                
BODHISATTWA AWALOKITEŚWARA

           (wtórne wcielenie zasady współczucia)
                             ↓                                 
                           
TARA
                                      
MIAO SHAN

           (boska emanacja bodhisattwy – żeńska)    (i inne symbole współczucia – forma żeńska)
                             ↓                                           ↓
                             ---------------------------------------------
                                               ↓
                                            
GUANYIN

                                            (żeńska)
```

## Podstawowe formy Awalokiteśwary
Poniżej uwidoczniono główne formy bodhisattwy Awalokiteśwary. Jednak nawet bodhisattwowie noszący to samo imię, np. Padmapāṇi – mogli się różnić w zależności od tego, czy np. reprezentowali formę tantryczną czy nietantryczną oraz czy  są związani z sādhaną.
W krajach buddyzmu Azji południowo-wschodniej, Awalokiteśwara prawie zawsze nosił nazwę Lokeśwara.
- I. Jednogłowa

1. Ludzka forma
A. Awalokiteśwara. Mudra: namahkāra (dewocjonalna). Symbole: różaniec i różowy lotos
B. Padmapāṇi. Mudra: vara (miłosierdzie, dobroczynność). Symbole: waza i lotos. Szczególny znak: Amitabha w koronie
C. Awalokita jako budda
D. Simhanādāvalokiteśwara. Pozycja: siedzi na ryczącym lwie. Szczególny znak: półksiężyc we włosach.
E. Nīlakaṇṭhāryāvalokiteśvara.
F. Trailokyavaśamkara–lokeśvara.
G. Hariharihariuvāhanodbhava.
2. Ludzka forma z emanacjami
A. Awalokiteśwara: z emanacjami 12 „ukoronowanych” buddów. Symbol: lotos
B. Simhanāda-lokeśvara z emanacjami 5 buddów
3. Czwororamienna.
A. Forma inkarnowana w dalajlamie. Mudra: namahkāra. Symbole: lotos, waza, różaniec lub mudry
B. Górne ręce: mudra namahkāra. Dolne ręce: mudra dhyāna (medytacyjna), trzyma patrę (miskę żebraczą))
C. Mudra: dharmacakra (obracająca Koło Dharmy)
D. Rakta-lokeśvara
4. Od dziesięciu do osiemnastu ramion
A. Dziesięcioramienna. Mudra: añjali- trzymająca Tārę
B. Padmanarteśvara
5. Dogmatyczna forma Awalokiteśwary
A. Dwunastoramienna (Nāmasangiti?)
6. Od sześciu do dwudziestu ramion
A. Amoghapāśa. Mudra: namahkāra lub dharmacakra. Szczególny atrybut: pāśa (lasso). Symbole: różaniec, lotos, łuk itd.
- II. Trzygłowa

1. Trzecie oko, cztery ramiona. Mudra: vara. Symbole: różaniec, padma (lotos), łuk i strzała.
2. Hālāhala-lokeśvara
- III. Pięciogłowa

1. Māyājālakramāryāvalokiteśvara. Trzecie oko, dwanaście ramion.
2. Trzecie oko, dwadzieścia cztery ramiona. Mudra: aňjali (pozdrawiająca), namahkāara, dhyāna
- IV. Jedenastogłowa (skt. Ekadaśamukha lub Āryapāla)

1. Od sześciu do ośmiu ramion. Mudra: namahkāra. Jedna para ramion wzniesiona w mudrze aňjala, trzymająca wyobrażenie Amitabhy.
- V. Inne

1. Tysiącramienna. Jeśli ma oczy na dłoniach – tysiącooka. Mudra: dharmacakra lub namahkāra. Symbole: różaniec, lotus, kalaśa itd.
2. Tysiącramienna. Dwie górne ręce trzymają miecz i tarczę. Kroczy w prawo po wężu.